# St. Louis-San Francisco Railway
Le St. Louis-San Francisco Railway (sigle de l'AAR: SLSF), aussi connu sous le nom de Frisco, était un chemin de fer américain de classe I qui opérait dans le Midwest et le centre-sud des États-Unis de 1876 à 1980. Le Frisco fut racheté par le Burlington Northern Railroad le 21 novembre 1980.

## Les compagnies ayant précédé le Frisco
- Pacific Railroad, création octroyée par l'État du Missouri le 3 mars 1849.
- Southwest Pacific Railroad, réorganisé par John C Fremont en août 1866.
- Atlantic and Pacific Railroad, créé le 27 juillet 1866.

## Historique

### La compagnie

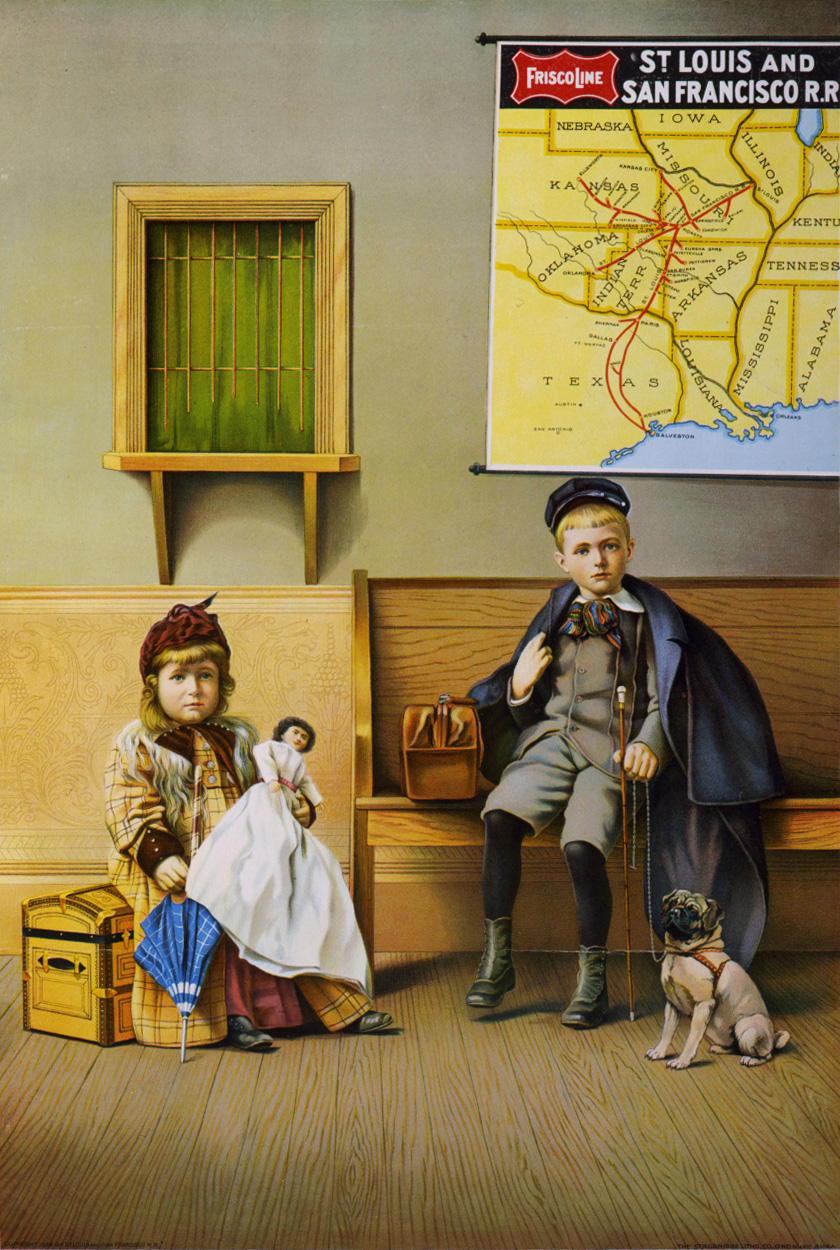
Salle d'attente dans une gare du Frisco, 1899.

Le St. Louis & San Francisco Railway fut créé dans le Missouri le 7 septembre 1876. Il fut formé à partir des portions Missouri Division et Central Division de l'Atlantic & Pacific Railroad. Après avoir fait banqueroute, il réapparut le 29 juin 1896 sous le nom de St. Louis & San Francisco Railroad. Cette compagnie fit à nouveau faillite et fut réorganisée le 24 août 1916 sous le nom de St. Louis-San Francisco Railway. Son quartier général était situé à Springfield (Missouri).
Le Frisco fut racheté par le Burlington Northern Railroad le 21 novembre 1980.

### Le réseau
Le St. Louis-San Francisco Railway avait 2 lignes principales: 
- Saint-Louis, Missouri – Tulsa, Oklahoma – Oklahoma City.
- Kansas City – Saint-Louis, Missouri – Birmingham.

L'intersection des 2 lignes se faisait à Springfield, Missouri, où se trouvait également les ateliers principaux de la compagnie. 
D'autres lignes incluaient: 
- Springfield, Missouri – Clinton - Kansas City;
- Monett/Pierce City, Missouri – Wichita, Kansas;
- Monett, Missouri - Paris;
- Saint-Louis, Missouri - River Jct., Arkansas - Memphis, Tennessee ;
- Tulsa, Oklahoma – Dallas, Texas;
- Tulsa, Oklahoma - Avard;
- Lakeside, Oklahoma - Hugo - Hope.

### Les trains de voyageurs
De mars 1917 à janvier 1959, le Frisco en partenariat avec le Missouri-Kansas-Texas Railroad (alias MKT ou Katy) exploita le Texas Special. Ce luxueux train de ligne reliait Saint-Louis, Missouri, Dallas, Fort Worth et San Antonio. Il était le train de voyageur le plus réputé du Frisco.
Le Frisco exploitait également une flotte complète de trains avec dénominations, incluant:
- Black Gold (Tulsa, Oklahoma - Fort Worth)
- Firefly (Tulsa, Oklahoma - Oklahoma City)
- Kansas City-Florida Special (Kansas City - Jacksonville)
- Memphian (Saint-Louis, Missouri - Saint-Louis, Missouri)
- Meteor (Saint-Louis, Missouri - Oklahoma City / Fort Smith)
- Oklahoman (circulant initialement entre Kansas City et Tulsa, Oklahoma, puis fut plus tard affecté à la liaison Saint-Louis, Missouri - Oklahoma City)
- Southland (Kansas City - Birmingham)
- Sunnyland (Kansas City - Saint-Louis, Missouri – Atlanta / Pensacola)
- Will Rogers (Saint-Louis, Missouri - Oklahoma City / Wichita)

### Les acquisitions
Compagnies acquises ou fusionnées par le Frisco:
- Missouri & Western Railway: 1879
- St. Louis, Arkansas & Texas Railway: 1882
- Springfield & Southern Railroad: 1885
- Kansas City & Southwestern Railroad: 1886
- Fayetteville & Little Rock Railroad: 1887
- Fort Smith & Southern Railway: 1887
- Kansas, Oklahoma & Gulf Railway: 1899
- Kansas City, Osceola & Southern Railway: 1900
- Arkansas & Oklahoma Railroad: 1901
- St. Louis, Oklahoma & Southern Railway: 1901
- Arkansas Valley and Western Railway: 1907
- Blackwell, Enid & Southwestern Railway: 1903
- Red River, Texas & Southern Railway: 1904
- Oklahoma City & Texas Railroad: 19 décembre 1904
- Crawford County Midland & Railroad: 20 mai 1905
- Oklahoma City & Western Railroad: 1907 – 19 décembre 1910.
- Sapulpa & Oil Field Railroad: 1917
- West Tulsa Belt Railway: 1922
- Jonesboro, Lake City & Eastern Railroad:1924
- Pittsburg & Columbus Railway (Pittsburg, Kansas): 1925–1926
- Springfield Connecting Railway: 11 mai 1926
- Kansas City & Memphis Railway & Bridge Company: 1928
- Paris & Great Northern Railroad: 21 juillet 1928
- Kansas City, Clinton & Springfield Railway: 1er septembre 1928
- Alabama, Tennessee & Northern Railroad: 28 décembre 1948
- Northeast Oklahoma Railroad: 27 décembre 1963 (division dissoute le 27 février 1967; les routes concernées incluent: le NEO RR; l'Oklahoma, Kansas & Missouri Interurban Railroad; le Joplin & Pittsburg Railway & Oklahoma Traction Company)
- Missouri River, Fort Scott & Gulf: date d'acquisition inconnue.

### Autres compagnies contrôlées ou absorbées
Le contrôle partiel ou total des compagnies suivantes se réalisa souvent à la suite de banqueroutes ou de crédits. Dans certains cas, le SL&SF était créditeur, et le capital pouvait inclure les droits miniers, des propriétés, des voies et des droits de passages, des trains, des obligations, des hypothèques, etc.
- St. Louis, Wichita & Western Railway: 1882
- St. Louis & Oklahoma City Railroad: 1898
- Kansas Midland Railroad: 23 octobre 1900
- Oklahoma City Terminal Railroad: 1900–1903
- Fort Smith & Van Buren Bridge Company: 1907
- Ozark and Cherokee Central Railway: 1907
- St. Louis, Memphis & Southern Railroad: 1907
- Sulphur Springs Railway: 1907
- Joplin Railway: 1910
- Fort Worth & Rio Grande Railway: 1919–1937
- Fayetteville & Little Rock Railroad: 1926
- Little Rock & Texas Railway: 1926
- Kansas City, Memphis & Birmingham Railroad: 1er septembre 1928
- Muscle Shoals, Birmingham & Pensacola Railroad: 1928–1947
- Miami Mineral Belt Railroad: 1950
- St. Louis, Kennett & Southeastern Railroad: 1950
- St. Louis, San Francisco & Texas Railway: 1963–1964
- Birmingham Belt Railroad: 1967 (liquidation et distribution des capitaux)

## Les anciennes lignes du Frisco actuellement en exploitation

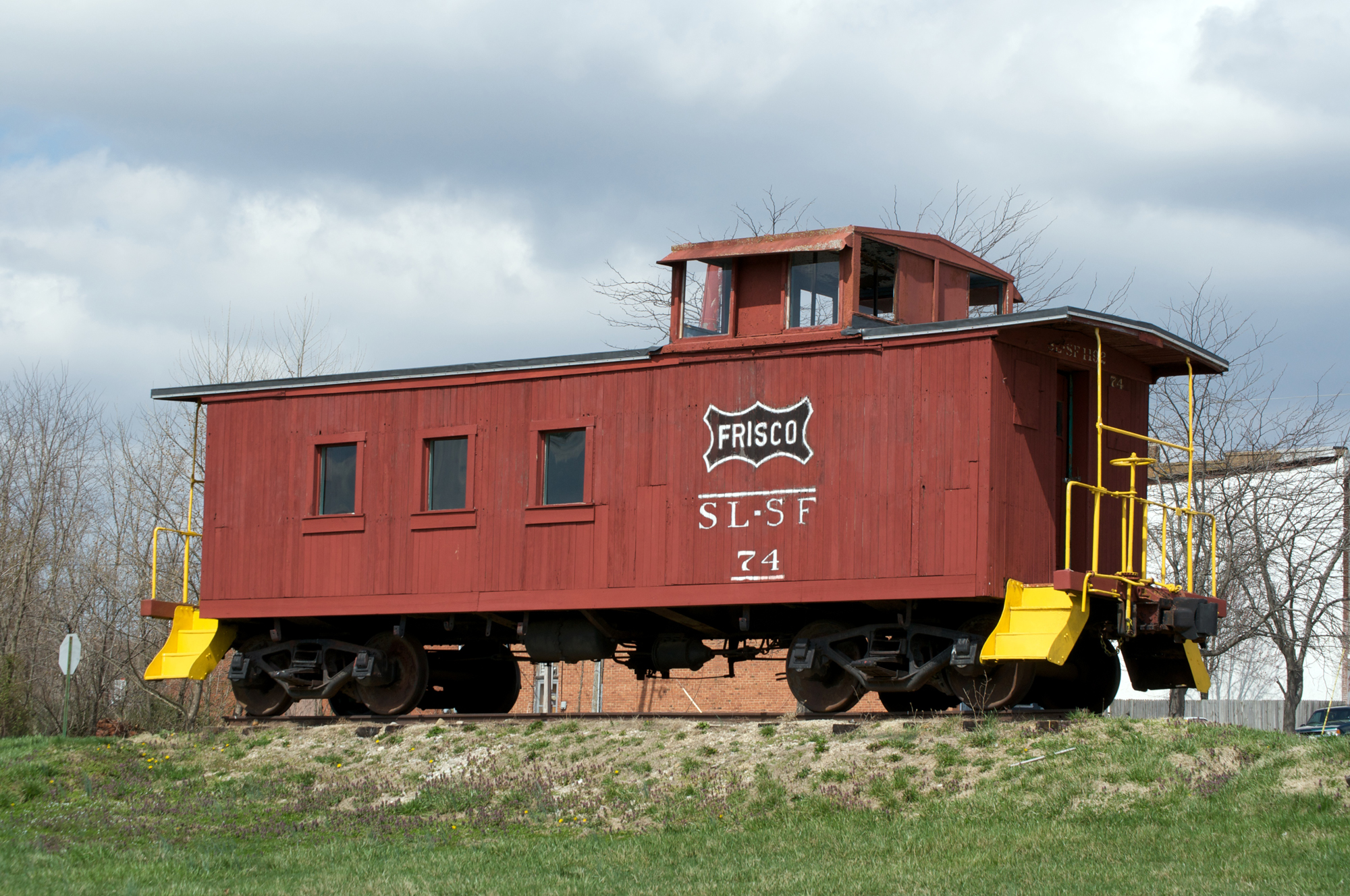
Wagon de queue préservé.

Le cœur de l'ancien réseau du Frisco continue d'être exploité par le BNSF comme lignes principales à forte densité. Les autres lignes secondaires et les embranchements furent vendus à de petites compagnies, quand elles ne furent pas abandonnées.
- Kansas City – Springfield, Missouri - Saint-Louis, Missouri - Birmingham: exploitée par le BNSF
- Saint-Louis, Missouri – Springfield, Missouri – Tulsa, Oklahoma - Dallas: exploitée par le BNSF
- Fort Scott vers Afton, Oklahoma: exploitée par le BNSF

Saint-Louis, Missouri vers Memphis, Tennessee: exploitée par le BNSF
- Tulsa, Oklahoma vers Avard: exploitée par le BNSF.
- Monett, Missouri vers Fort Smith: exploitée par l'Arkansas & Missouri Railroad.
- Lakeside, Oklahoma vers Hope: exploitée par le Kiamichi RR (Rail America)
- Tulsa, Oklahoma (Sapulpa) vers Oklahoma City, Oklahoma: exploitée par le Stillwater Central RR
- Oklahoma City vers Snyder: exploitée par le Stillwater Central RR
- Snyder (Long Siding) vers Quanah, Texas: exploitée par le BNSF
- Enid, Oklahoma vers Frederick, Texas: exploitée par le Grainbelt/Farmrail
- Amory, Mississippi vers Pensacola: exploitée par l'Alabama & Gulf Coast RR (RailAmerica)
- Springfield, Missouri vers Kansas City (via Clinton): Abandonnée
- Monett (Pierce City) vers Carthage: hors service
- Carthage vers Wichita, Kansas: majoritairement abandonnée